# Chrysanthemum
- Commons
- Wikispecies

Chrysanthemum, de nome vulgar crisântemo (em grego χρυσἄνθεμο transl. Krysanthemo), é um género botânico pertencente à família Asteraceae.
É uma planta de tradição de cultivo milenar nos países asiáticos. É considerada uma planta de dia curto.
Em grego, crisântemo significa "flor de ouro". Esta planta é cultivada há mais de 2.500 anos na China e é considerado uma das plantas nobres chinesas (as outras são o bambu, a ameixeira e a orquídea). Era o distintivo oficial do exército e uma exclusividade da nobreza.
Foi levado ao Japão pelos budistas. Por sua semelhança com o sol nascente, acabou por se tornar um símbolo do país, inclusive o trono do imperador era conhecido como o "Trono do Crisântemo". Existia a lenda de que uma única pétala da flor, colocada no fundo de uma taça de vinho, traria vida longa e saudável.
Foi levada para o ocidente no século XVII. O nome foi-lhe atribuído por Carolus Linnaeus, combinando o prefixo grego chrys-, que significa dourado (a cor das flores originais), e -anthemon, que significa flor.
Existem mais de 100 espécies e mais de 800 variedades comercializadas no mundo. Seu porte é herbáceo e geralmente de 1 metro. Sua propagação se dá por estacas em estufas e sementes, e dá flores o ano inteiro.
Precisa de muita luz, porém, não suporta sol direto. Prefere clima quente e úmido.

## Espécies

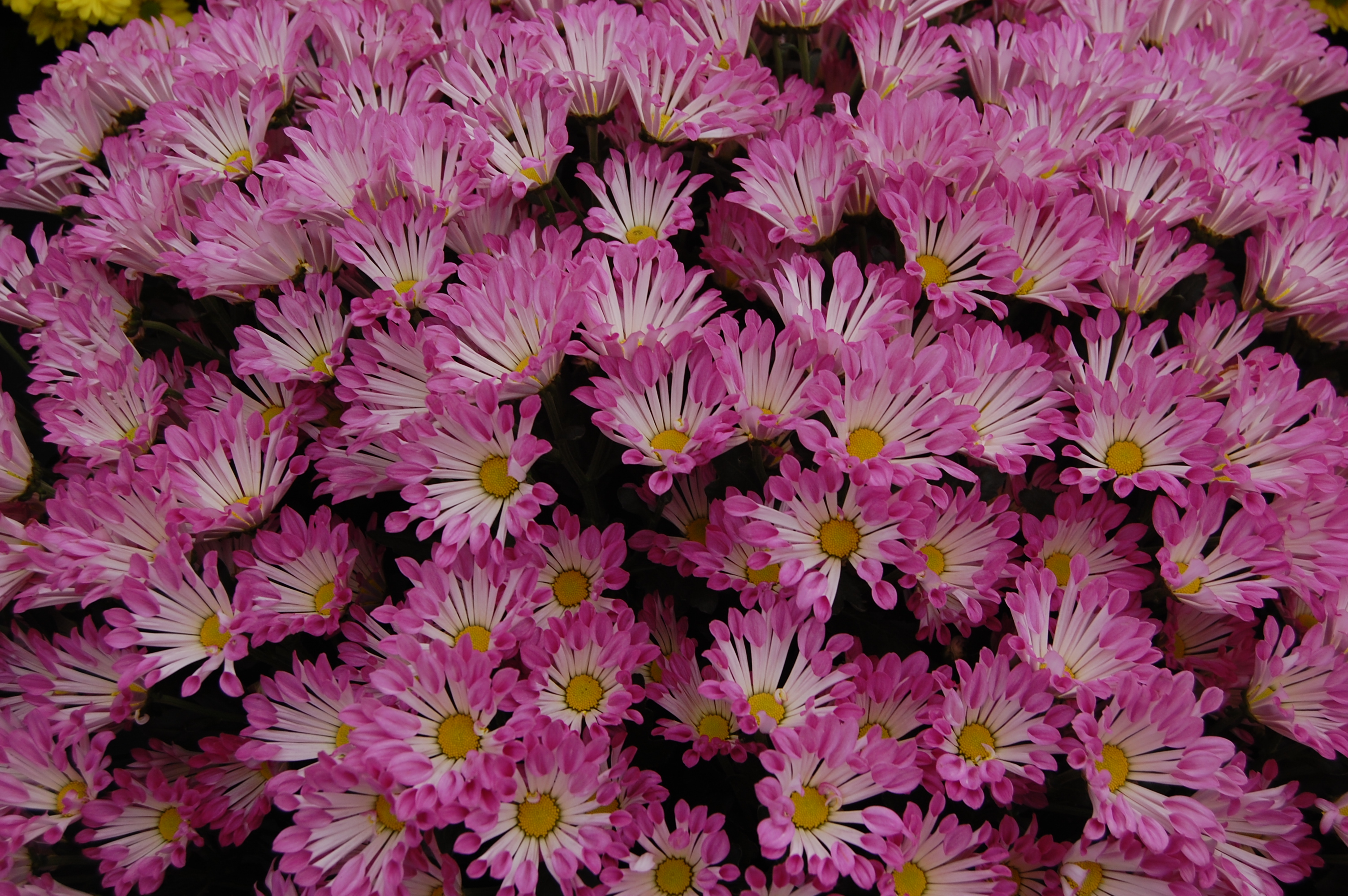
'Dance'

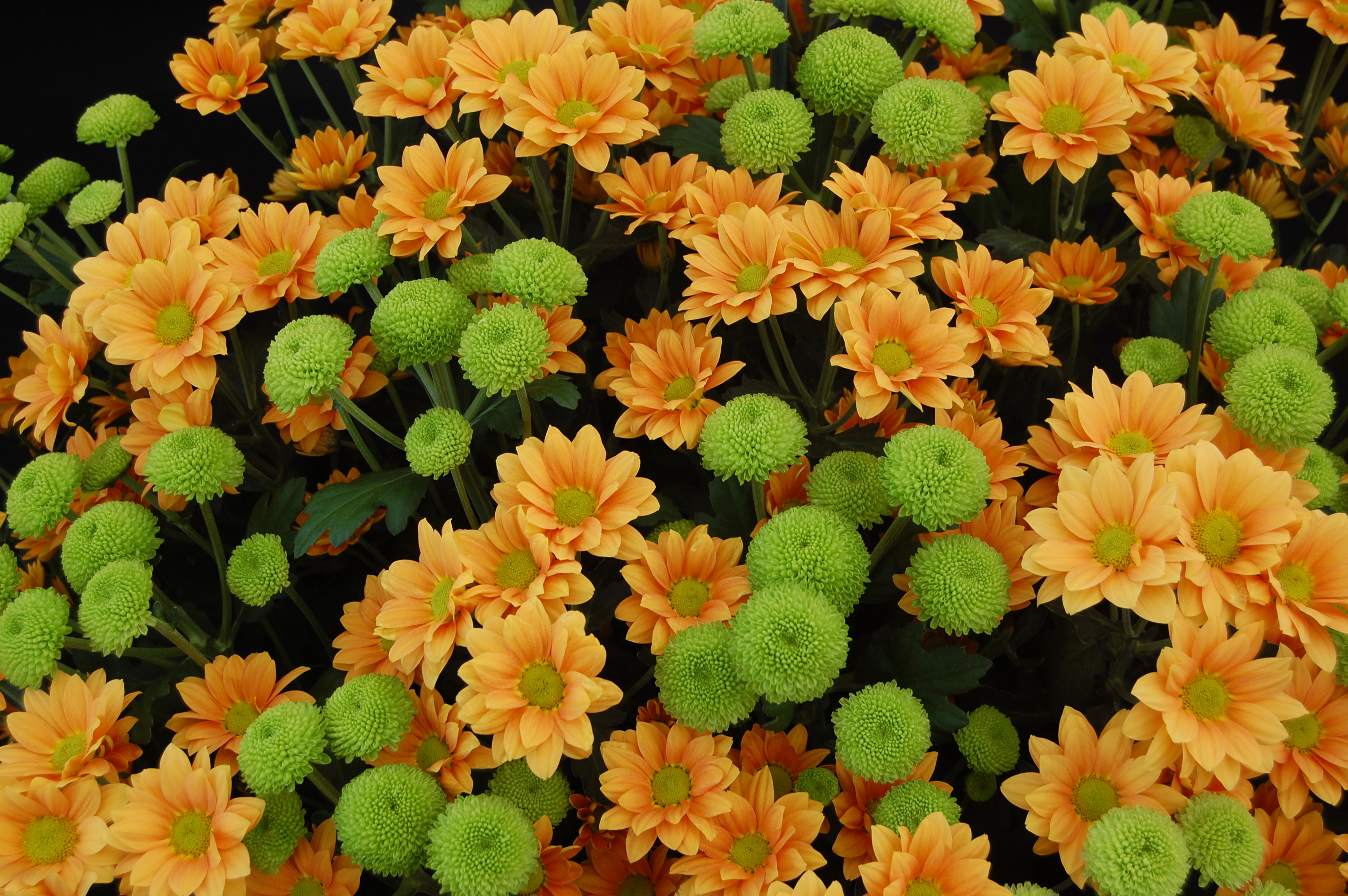
'Enbee Wedding Golden' & 'Feeling Green'

- Chrysanthemum anethifolium
- Chrysanthemum aphrodite
- Chrysanthemum arcticum
- Chrysanthemum argyrophyllum
- Chrysanthemum arisanense
- Chrysanthemum boreale
- Chrysanthemum chalchingolicum
- Chrysanthemum chanetii
- Chrysanthemum cinerariaefolium
- Chrysanthemum coronarium
- Chrysanthemum crassum
- Chrysanthemum frutescens
- Chrysanthemum glabriusculum
- Chrysanthemum hypargyrum
- Chrysanthemum indicum
- Chrysanthemum japonense
- Chrysanthemum japonicum
- Chrysanthemum lavandulifolium
- Chrysanthemum leucanthemum
- Chrysanthemum mawii
- Chrysanthemum maximowiczii
- Chrysanthemum myconis
- Chrysanthemum mongolicum
- Chrysanthemum morifolium
- Chrysanthemum morii
- Chrysanthemum okiense
- Chrysanthemum oreastrum
- Chrysanthemum ornatum
- Chrysanthemum pacificum
- Chrysanthemum paludosum
- Chrysanthemum parthenium
- Chrysanthemum potentilloides
- Chrysanthemum segetum
- Chrysanthemum shiwogiku
- Chrysanthemum sinuatum
- Chrysanthemum vestitum
- Chrysanthemum weyrichii
- Chrysanthemum yoshinaganthum
- Chrysanthemum zawadskii

## Classificação do gênero
| Sistema | Classificação                                | Referência               |
| ------- | -------------------------------------------- | ------------------------ |
| Linné   | Classe Syngenesia, ordem Polygamia superflua | Species plantarum (1753) |